# Horacio González (futbolista)
Horacio Javier González (Fernando de la Mora, Paraguay, 17 de abril de 1974) es un portero de nacionalidad paraguaya. Su club actual es el Club Social, Cultural y Deportivo Grecia de la Serie B de Ecuador.

## Clubes
| Club                | País     | Año         |
| ------------------- | -------- | ----------- |
| Sol de América      | Paraguay | 1993 - 2002 |
| Tacuary             | Paraguay | 2003 - 2004 |
| Libertad            | Paraguay | 2004 - 2008 |
| Fernando de la Mora | Paraguay | 2009        |
| Sportivo Trinidense | Paraguay | 2010        |
| Grecia              | Ecuador  | 2010        |

- Datos: Q6444687